# Acontiola sancta
Acontiola sancta is een vlinder van de familie van de uilen (Noctuidae). De wetenschappelijke naam van deze soort is voor het eerst voorgesteld door Otto Staudinger in een publicatie uit 1900.
De soort komt voor in het Afrotropisch gebied waaronder Tsjaad, Soedan, Somalië, Kenia, Tanzania, Namibië, Saudi-Arabië, de Verenigde Arabische Emiraten, Oman en Jemen.